# حمة صرار

تعديل مصدري - تعديل

حمه صرار هي إحدى قرى عزلة قيفه ال مهدي بمديرية ولد ربيع التابعة لمحافظة البيضاء، بلغ تعداد سكانها 1712 نسمة حسب تعداد اليمن لعام 2004.

## تاريخ
في ديسمبر 2014 شهدت المنطقة معارك شاسعة بين مسلحي الحوثيين وقبائل المنطقة.